# کریستیانو کاراتی
 کریستیانو کاراتی (انگلیسی: Cristiano Caratti؛ زاده ۲۴ مهٔ ۱۹۷۰) یک تنیس‌باز اهل ایتالیا است. 